# Stanisław Kamiński (konstruktor)
Stanisław Kamiński (ur. 25 marca 1936 roku w Bełżycach, zm. 18 stycznia 1991 roku w Świdniku) – polski inżynier, główny konstruktor śmigłowca PZL W-3 Sokół, nauczyciel, wykładowca.
Członek Rady Naukowej Instytutu Lotnictwa w Warszawie (w latach 1978-1990) i Rady Naukowo-Technicznej Ośrodka Badawczo-Rozwojowego Napędów Lotniczych w Rzeszowie (w latach 1980-1990). Zmarł po długiej chorobie w roku 1991, pochowany na cmentarzu na Majdanku (sektor S3Z6, rząd 1, numer 28).

## Życiorys

### Młodość i studia
Stanisław Kamiński urodził się w Bełżycach koło Lublina. Jego ojciec był rzemieślnikiem, a matka prowadziła gospodarstwo rolne.
W roku 1953 Kamiński ukończył II Liceum Ogólnokształcące im. Hetmana Jana Zamoyskiego w Lublinie i rozpoczął studia na Politechnice Warszawskiej, Wydział Lotniczy. Tytuł magistra inżyniera lotnictwa uzyskał 7 lipca 1962 roku, tematem pracy magisterskiej był projekt 4-miejscowego samolotu dyspozycyjnego, wzorowanego na brytyjskim samolocie Beagle B.206.

### Praca w WSK PZL Świdnik
Po studiach rozpoczął pracę w Wytwórni Sprzętu Komunikacyjnego "PZL-Świdnik" na stanowisku konstruktora, potem starszego konstruktora. Następnie awansował na kierownika sekcji konstrukcyjnej i kierownika Działu Transmisji i Łopat.
W latach 1968–1976 był kierownikiem Biura W-3 w Moskwie, gdzie kierował grupą polskich konstruktorów podczas opracowywania projektu wstępnego śmigłowca W-3 w biurze konstrukcyjnym im. M.L. Mila w Moskwie. Następnie kontynuował prace nad nowym śmigłowcem w kraju. Stanisław Kamiński w roku 1975 został głównym konstruktorem śmigłowca W-3 (dzisiejsza nazwa: PZL W-3 Sokół), który zastąpił w produkcji śmigłowce Mi-2.
W roku 1980 Kamiński został zastępcą dyrektora technicznego WSK "PZL-Świdnik".

### Nauczyciel i wykładowca akademicki
W latach 1963–1964, Kamiński oprócz pracy w zakładzie PZL Świdnik, uczył także w szkole przyzakładowej (Technikum Mechaniczne im. Zygmunta Puławskiego w Świdniku). Natomiast w latach 1964-1973 prowadził wykłady oraz zajęcia laboratoryjne na Wydziale Mechanicznym w Wyższej Szkole Inżynierskiej w Lublinie (od 1968 roku Politechnika Lubelska) z przedmiotów: wytrzymałość materiałów, statyka i mechanika płynów, mechanika ogólna.
W roku 1988 Stanisław Kamiński został powołany na stanowisko docenta kontraktowego na Politechnice Lubelskiej. Pomagał tam, także w tworzeniu nowego kierunku studiów: Technologia Śmigłowców.

## Nagrody
Do najważniejszych nagród, które otrzymał Stanisław Kamiński należą:
- Srebrny Krzyż Zasługi, nadany przez Przewodniczącego Rady Państwa PRL, (1973)
- Brązowy Medal „Za zasługi dla obronności kraju”, nadany przez Ministra Obrony Narodowej, (1975)
- Srebrny Medal „Za zasługi dla obronności kraju”, nadany przez Ministra Obrony Narodowej, (1976)
- Złota Odznaka „Za zasługi dla rozwoju przemysłu maszynowego”, nadany przez Ministra Hutnictwa i Przemysłu Maszynowego, (1978)
- Krzyż Kawalerski Orderu Odrodzenia Polski, nadany przez Przewodniczącego Rady Państwa, (1989)
- Honorowa Odznaka za Zasługi dla Lubelszczyzny przyznana przez Przewodniczącego Wojewódzkiej Rady Narodowej, (1984)
- Medal 40-lecia Polski Ludowej, przyznany przez Przewodniczącego Rady Państwa, (1984)
- Zasłużony Pracownik WSK „PZL-Świdnik”, przyznany przez Dyrektora Naczelnego WSK „PZL-Świdnik”, (1985)
- Złoty Medal „Za zasługi dla obronności kraju”, nadany przez Ministra Obrony Narodowej, (1986)
- Order Sztandaru Pracy II Klasy, nadany przez Przewodniczącego Rady Państwa, (1986)

## Upamiętnienie
Społeczeństwo miasta Świdnik upamiętniło zasługi Stanisława Kamińskiego nazywając jego imieniem jedną z ulic na osiedlu Lotniczym. Pośmiertnie otrzymał także honorowe wyróżnienie Amicus Civitatis nadawane przez Burmistrza Świdnika.